# Deutsche Werke
La Deutschen Werke Kiel (DWK) fu un'azienda metalmeccanica tedesca principalmente impegnata nell'ingegneria navale fondata nel 1925 dall'accorpamento tra la Kaiserliche Werft Kiel e altre aziende del settore come conseguenze delle clausole del Trattato di Versailles del 1919.
Attiva nel periodo interbellico contribuì a realizzare alcune importanti unità navali utilizzate dalla Kriegsmarine durante la seconda guerra mondiale, differenziando comunque l'attività anche nel settore ferroviario e quello delle armi leggere.

## Storia
Con il termine della prima guerra mondiale, sfavorevole all'Impero tedesco, le nazioni della Triplice intesa imposero alla nuova realtà nazionale una serie di restrizioni atte a limitare le capacità industriali che potessero coinvolgere l'apparato bellico. Tra i risultati di tali restrizioni, unitamente a una recessione economica, costrinsero la Kaiserliche Werft Kiel, principale azienda cantieristica che dal 1867 costruì le unità navali della Preußische Marine prima e della Kaiserliche Marine poi, a ricorrere a un accordo con altre aziende del settore per salvaguardare le sue attività, conglobandosi nel 1925 in una nuova realtà aziendale, la Deutsche Werke AG. Con la nuova struttura e ragione sociale l'azienda iniziò la costruzione di navi mercantili.
Quando nel 1933 il partito nazista riuscì ad arrivare al potere, la necessità di ricostituzione dell'apparato bellico tedesco lo portò a contattare l'azienda richiedendo di tornare alla progettazione e sviluppo di unità navali destinate alla Kriegsmarine. Inoltre, come altre aziende metalmeccaniche del periodo, si richiese un'ulteriore diversificazione della produzione a indirizzo bellico con la costruzione di armi da fuoco su licenza, in particolare di una pistola semiautomatica inizialmente prodotta dalla Ortgies & Co. dopo che il decesso del progettista Heinrich Ortgies aveva fatto chiudere l'azienda.
Durante la seconda guerra mondiale l'azienda costituì una succursale a Gdynia, fondando la Deutsche Werke Gotenhafen.
Gli stabilimenti e le infrastrutture della Deutsche Werke vennero quasi totalmente distrutte nell'ambito dei bombardamenti strategici sul territorio tedesco e al termine del conflitto venne smantellato anche ciò che era riuscito a salvarsi.
Nel 1955 l'area cantieristica venne acquistata dalla Howaldtswerke.

## Unità navali realizzate dalla Deutsche Werke Kiel
(lista parziale)

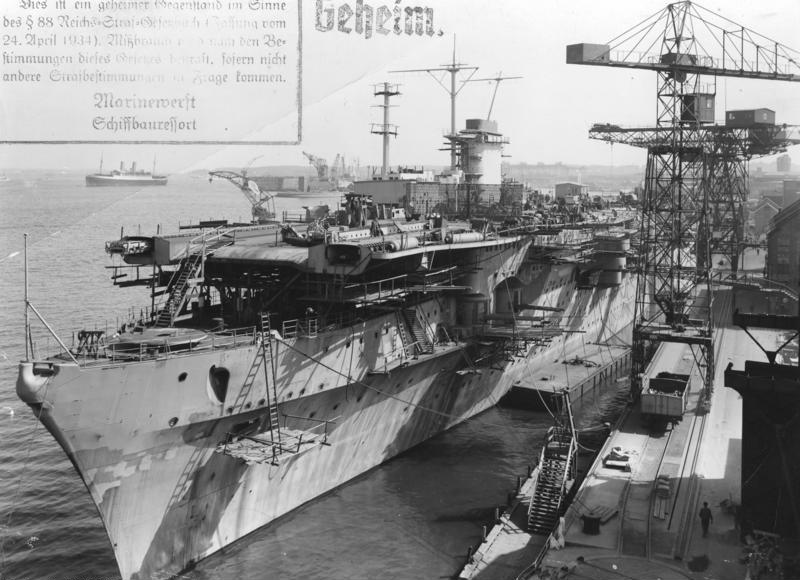
La portaerei Graf Zeppelin in costruzione nei cantieri della Deutsche Werke, 21 giugno 1940

- Panzerschiff (incrociatore) Deutschland (in seguito ridesignato Lützow)
- Incrociatore pesante Blücher
- Nave da battaglia Gneisenau
- Portaerei Graf Zeppelin (non completata)
- Cacciatorpediniere (Typ Zerstörer 1934)
  - Z1 Leberecht Maass
  - Z2 Georg Thiele
  - Z3 Max Schultz
  - Z4 Richard Beitzen
- U-boot
  - Typ IIA,B,C,D,
  - Typ VIIC
  - Typ XIV